# Старыгино (Байдаровское сельское поселение)
Старыгино — деревня в Никольском районе Вологодской области.
Входит в состав Байдаровского сельского поселения, с точки зрения административно-территориального деления — в Байдаровский сельсовет.
Расстояние по автодороге до районного центра Никольска — 25 км, до центра муниципального образования Байдарово — 5 км. Ближайшие населённые пункты — Чушевино, Солотново, Большой Двор.
По переписи 2002 года население — 13 человек.